# التقنية النانوية للحمض النووي الريبوزي منقوص الأكسجين
تمثل تقانة الدنا النانوية أحد فروع تقانة الصغائر التي تعتمد على مجموعة سمات التعرف الجزيئي (بالإنجليزية:  molecular recognition)‏ للحمض النووي (دنا) بالإضافة إلى باقي الأحماض النووية بهدف تصنيع هياكلٍ اصطناعيةٍ مصممةٍ من الدنا ليتم استخدامها بعد ذلك في الأغراض التقنية المختلفة. مما يدعونا إلى معرفة أن الدنا يُستَخْدَمُ هنا كمادةٍ بنائيةٍ بدلاً من كونه مجرد حاملٍ وناقلٍ للمعلومات الوراثية، مما يجعل ذلك العلم أحد أمثلة علم الاحياء النانوي. ولتقانة الدنا الحيوية تطبيقاتٍ عدةٍ في مجال التجميع الذاتي الجزيئي وحوسبة الدنا.
فعلى الرغم من أن الدنا غالباً ما يُعتبر ناقل وحامل المعلومات الوراثية في الخلايا الحية في إطار علم الأحياء الجزيئي، فإن تقانة الدنا الجزيئية تهتم بالدنا فردياً كمادةٍ وكمركبٍ كيميائيٍ، وغالباً ما تتبعه خارج أي إطارٍ حيويٍ. ومن ثم، فتقانة الدنا الجزيئية تستفيد من حقيقة أنه بسبب خصوصية زوج واتسون كريك القاعدي، فإن أجزاءً وقطعاً فقط من ضفائر الدنا، والتي تُعَدُ تكميليةً لكلٍ منها الآخر، سترتبط بكلٍ منها الأخرى بهدف تشكيل حلزون الدنا المزدوج (بالإنجليزية:  Nucleic acid double helix)‏. هذا ويحاول علم تقانة الدنا النانوي تصميم نسبياً (بالإنجليزية:  Nucleic acid design)‏ ضفائر الدنا ومن ثم فالقطع المرغوبة فقط من كل ضفيرةٍ ستتجمع في الأماكن الصحيحة لتكوين هيكلاً مستهدفاً مرغوباً.
هذا ويبد أن هذا المجال يُطلق عليه اسم (تقانة الدنا النانوية)، إلا أن مبادئه تنطبق كذلك وبصورةٍ متكافئةٍ على الأحماض النووية الأخرى والتي منها الحمض الريبي النووي وحمض الببتيد النووي (بالإنجليزية:  Peptide Nucleic Acid)‏، هذا بالإضافة إلى أنه تم إنتاج هياكلٍ وبناياتٍ تدمجهم معاً. مما دعى إلى الإشارة إلى هذا المجال على أنه تقانة الحمض النووي النانوية جراء ذلك السبب.

## مفاهيم أساسية

التركيب الكيميائي للدنا. حلزونين مزدوجين للحمض النووي سيتشكلان فقط فيما بين ضفيرتين إثنتين من التسلسلات المتكاملة، حيث تتماثل القواعد النووية Nucleobase فقط فيما بين أزواج A-T وG-C.

يقوم مجال تقانة الدنا النانوية بإنتاج هياكلٍ مركبةٍ من الأحماض النووية من خلال الاستفادة من خصوصية الزوج القاعدي لجزيئات الحمض النووي. وتتكون بنية جزيء الحمض النووي من سلسلةٍ من النيكلوتيدات، المتميزة بالقواعد النووية التي تحتوي عليها. حيث تكون الأربع قواعدٍ النيتروجينيةٍ المستخدمة في حمض الدنا النووي الأدينين A، الغوانين G، الثيمين C والسيتوزين T. كما أن للحمض النووي خاصية أن كل جزيئين إثنين يرتبطان بكلٍ منهما الآخر لتشكيل حلزونٍ مزدوجٍ (بالإنجليزية:  double helix)‏، وذلك فقط في حالة كون هاتين السلسلتين متكاملتين (بالإنجليزية:  Complementarity (molecular biology))‏، مما يعني أنهما تشكلان سلاسلاً متطابقةً من الأزواج القاعدية، مع ارتباط قواعد الأدينين فقط إلى قواعد السيتوزين وقواعد الثيمين إلى قواعد الغوانين. وبسبب أن تكون أزواج قاعدية متطابقة تماماً مواتيةٌ بقوةٍ (بالإنجليزية:  Nucleic acid thermodynamics)‏، فمن المتوقع أن ترتبط ضفائر الحمض النووي ببعضها الآخر في التعديل الخاص بتضخيم عدد الأزواج القاعدية الصحيحة. كما تُستخدم تلك الخاصية، الخاصة بكون تلك السلسلة تحدد شكل الرابطة والبنية الكاملة، في تطبيقات تقانة الدنا النانوية بمثل تلك التسلسلات المصممة نسبياً (بالإنجليزية:  Nucleic acid design)‏، مما يسفر عن القابلية لتشكيل بنيةٍ مرغوبةٍ.
تستخدم كل هياكل تقانة الدنا النانوية تقريباً هياكل الدنا المتفرعة المحتوية على تقاطعاتٍ، وذلك تعارضاً مع غالبية الدنا الحيوي المتواجد في صيغة حلزون الدنا المزدوج (بالإنجليزية:  Nucleic acid double helix)‏ الخطية. وهنا نلاحظ أن واحداً من أبسط الهياكل المتفرعة، والتي صُنِعَت أولاً، هو تقاطع رباعي الأذرع والذي يمكن صناعته باستخدام ضفائر الحمض النووي (دنا) الفردية والتي تتسم بأنها متكاملة مع بعضها الآخر في النموذج الصحيح. هذا وعلى خلاف ما هو قائمٌ في حالة تقاطعات هوليداي (بالإنجليزية:  Holliday junction)‏، فإن التسلسل القاعدي (بالإنجليزية:  Nucleic acid sequence)‏ في كل ذراعٍ، في حالة التقاطع رباعي الأذرع الصناعي غير المتحرك والموضح بالأسفل، يكون مختلفاً عن الآخر، مما يعني أن نقطة هذا التقاطع ثابتةٌ في موقعٍ محددٍ.
هذا ويمكن استخدام التقاطعات في الجزيئات الأكثر تعقيداً. حيث أن واحداً من أكثر تلك الجزيئات واسعة الاستخدام يتمثل في «التقاطع المزدوج» أو حافز دي إكس (DX). فيمكن تخيل جزيء دي إكس (DX) على أنه مكون من حلزونين إثنين من الدنا، المتوازيين مع بعضهما الآخر، مع وجود نقطتين للتقاطع حيث تعبر الضفائر من حلزونٍ واحدٍ إصوب الآخر. ويلاحظ أن كل نقطة تقاطعٍ هي نفسها عبارة عن تقاطعٍ رباعي الأذرع طوبوغرافياً. ويتسم هذا الجزيء بميزة أن نقاط التقاطع يتم إعاقتها الآن صوب توجهٍ فرديٍ، حيث يتم معارضتها لتصبح مرنةً كما هو الحال في حالة التقاطع رباعي الأذرع. مما يجعل حافز دي إكس (جزيء دي إكس) ملائماً كحاجزٍ بنائيٍ تركيبيٍ لتركيبات الحمض النووي (دنا) الأضخم حجماً.

|  |  |

## التصميم
يجب أن يتم تصميم هياكل الدنا النانوية حتى يتسنى لها أن تتجمع في الهياكل المرغوبة. ويتضمن هذا كلاً من تصميم هياكل الحمض النووي الثانوية (بالإنجليزية:  Nucleic acid secondary structure)‏، الخاص بتقرير وتحديد أي الأجزاء التي منها يجب أن يتم ربط جزيئات الحمض النووي ببعضها البعض، وكذلك هياكل الحمض النووي الأولية (بالإنجليزية:  Nucleic acid primary structure)‏، والخاص بتحديد هوية كل قاعدةٍ مفردةٍ.

### التصميم التركيبي
لعل أول خطوةٍ في تصميم هياكل الحمض النووي النانوية تتمثل في تحديد كيفية تمثيل هيكلٍ متاحٍ بواسطة ترتيبٍ محددٍ لضفائر الحمض النووي. ومن ثم فخطوة التصميم تلك تحدد التركيب الثانوي لمركب الحمض النووي الذي سيقوم لاحقاً بالتجمع ضمن الشكل المرغوب. وهنا نلاحظ وجود العديد من المداخل التي تم توضيحها والمتمثلة فيما يلي:
- تقلص التماثل المتسلسل. حيث يركز غالبية التصميم في تقانة الدنا النانوية على تصميم سلاسل ومن ثم تكون البنية أو الهيكل المرغوب الوصول إليه هو عبارةٍ عن تدنٍ ديناميكيٍ حراريٍ، وتكون الهياكل التي أُسيء تجمعها ذات طاقاتٍ أعلى ومن ثم تكون غير مرغوبةٍ.
- الهياكل الملفوفة. لعل أحد المداخل البديلة للمنهجية البلاطية يتمثل في أن هياكل الدنا ثنائية الأبعاد يمكن إنتاجها من خلال ضفيرةٍ طويلةٍ مفردةٍ من التسلسل الجبري الذي يتم طيه أو لفه في الشكل المرجو بواسطة استخدام ضفائرٍ «مشبكيةٍ» أقصرٍ طولاً. مما يسمح بعد ذلك بإنتاج أشكالٍ ثنائية الأبعاد نانوية المقياس من خلال استخدام حمض الدنا النووي. وتضمنت التصاميم الموضحة الوجه المبتسم (سميلي) وخريطة شمال أمريكا التضاريسية غير المستوية. فقد كانت أوريغامي الدنا (بالإنجليزية:  DNA origami)‏ قصة غلاف الدورية العلمية نتيتشر في عددها الصادر في 15 من مارس 2006 م. [3]
- التجمع الحركي. ظهر اهتمام مؤخراً صوب ضبط حركة التجمع الذاتي للدنا، ومن ثم يمكن برمجة الديناميات العابرة (بالإنجليزية:  transient dynamics)‏ ضمن هذا التجمع. ونلاحظ أن لتلك الطريقة ميزةً تتمثل في التقدم بشكلٍ متساو الحرارة ومن ثم لا تتطلب خطوة التخمير (بالإنجليزية:  Annealing (biology))‏ الحراري المطلوب في الطرق الديناميكية الحرارية الفردية. [4]

### التصميم المتسلسل
(بالإنجليزية:  Nucleic acid design)‏
بعد استخدام وتطبيق أيٍ من الأساليب آنفة الذكر لتصميم الهياكل الثانوية للجزيء المستهدف، يجب تقسيم تسلسلٍ فعليٍ من النوكليوتيدات والتي ستتشكل في الهيكل المرغوب. وهنا يمثل تصميم الحمض النووي عملية إنتاج مجموعةٍ من سلاسل الأحماض النووية القاعدية والتي سترتبط ضمن تعديلٍ مرغوبٍ (انظر، على سبيل المثال، تركيب الحمض النووي (بالإنجليزية:  Nucleic acid structure)‏). مما يجعل من تصميم الحمض النووي مركزياً في مجال تاقنة الدنا النانوية.
لتصميم الحمض النووي أهدافاً مثيلةً بتصميم البروتين (بالإنجليزية:  Protein design)‏: ففي كليهما، يتم تصميم تسلسل المونومرات لصالح الهيكل المترابط أو المطوي الملفوف ولغير صالح الهياكل البديلة. وهنا نلاحظ أن لتصميم الحمض النووي ميزة كونه يمثل مشكلةً أبسط حسابياً، وذلك بسبب أن بساطة قواعد زوج واتسون كريك القاعدي تؤدي إلى سبلٍ حدسيةٍ بسيطةٍ والتي تسفر عن تصاميمٍ قويةٍ تجريبياً. على الرغم من ذلك، فإن هياكل الحمض النووي أقل تنوعاً من البروتينات في وظيفيتها. 

## أنماط الهياكل
تم تصنيع وتمييز العديد من الهياكل المصنعة من الدنا.

### الشبكات المتكررة (Periodic lattices)

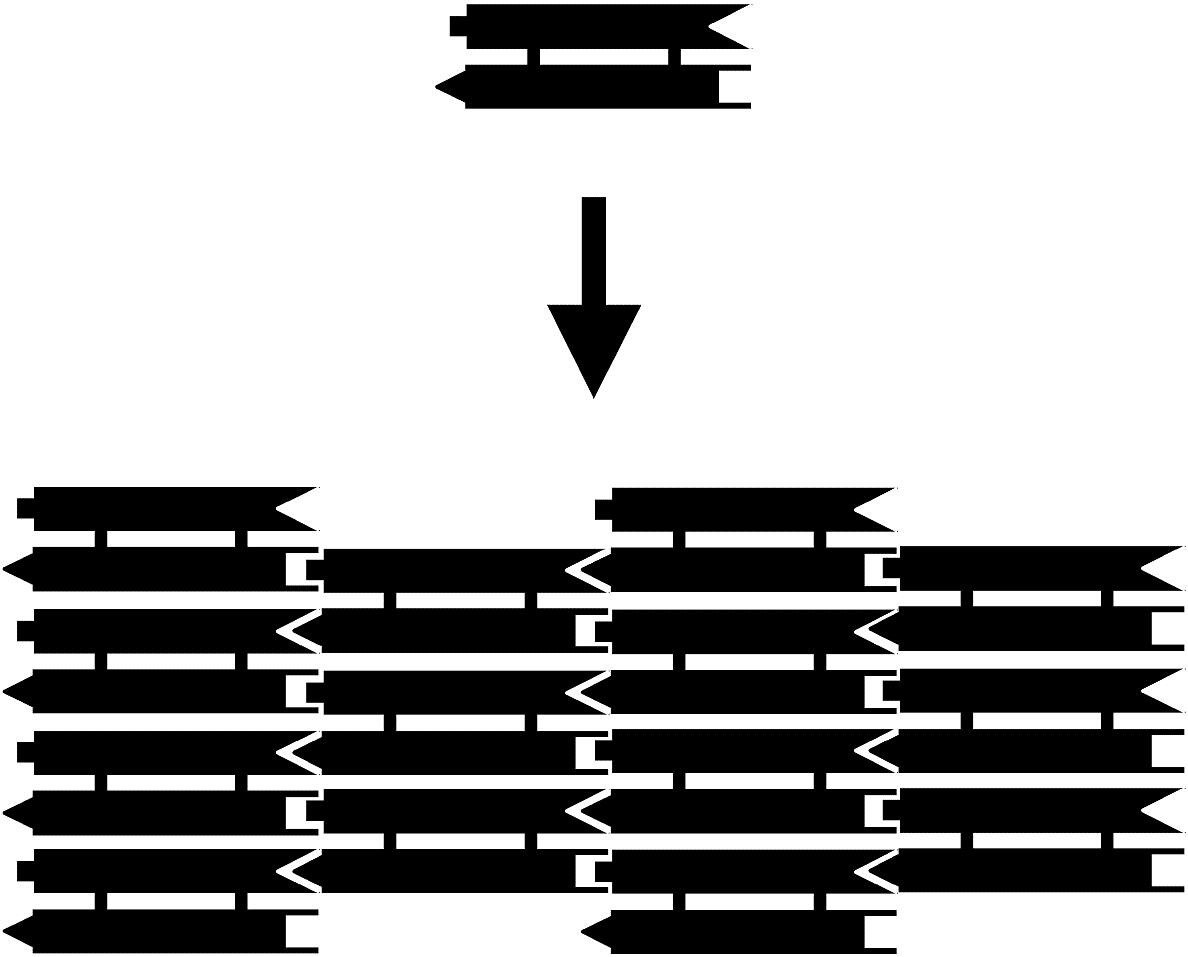
تجمع مصفوفة دي إكس. حيث يمثل كل قضيبٍ نطاقاً مزدوج الحلزون من الحمض النووي، وذلك مع الأشكال الممثلة للنهايات اللزجة sticky end التكميلية. حيث سيتم دمج جزيء دي إكس في الأعلى ضمن مصفوفة دنا ثنائية الأبعاد والتي تظهر في الأسفل. حيث يُعَدُ ذلك مثالاً للاستراتيجية البلاطية لتصميم هياكل الدنا النانوية. مصدر الملف: ماو 2004.

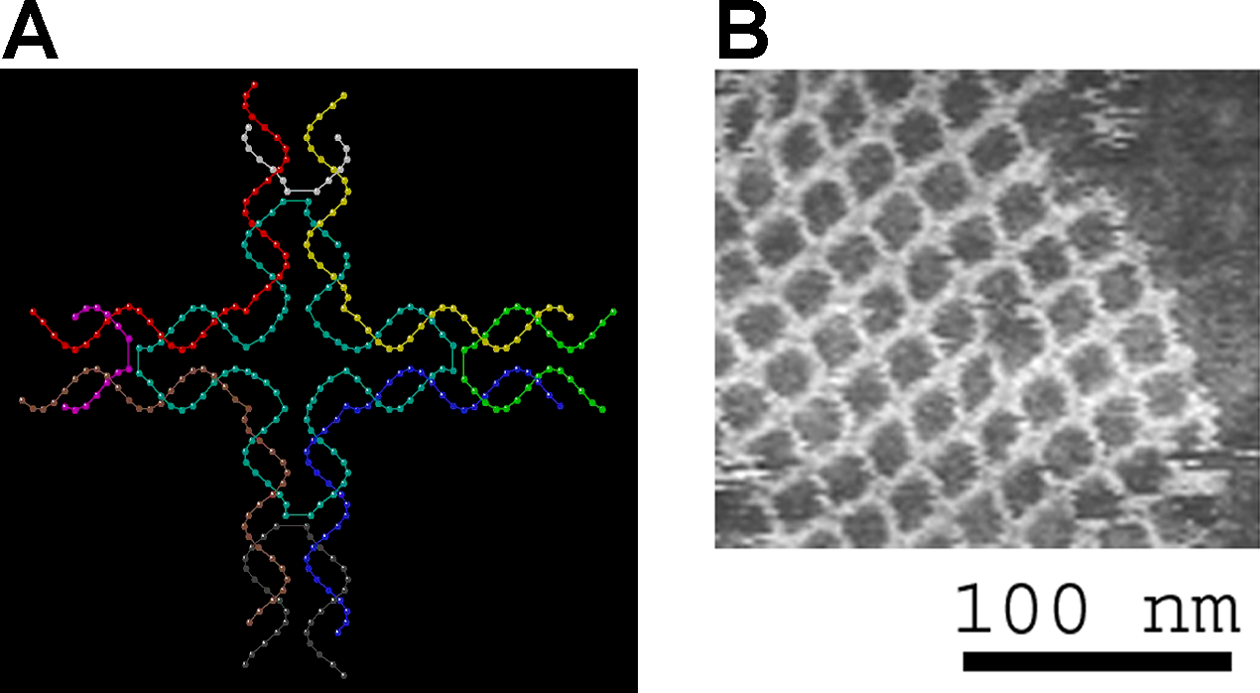
على اليسار، نموذج لرقاقة الدنا المستخدمة لتشكيل شبكةٍ دوريةٍ ثنائية الأبعاد. أما الصورة على اليمين فتظهر لقطةً مصورةً لمجهر الطاقة الذرية للشبكة المجمعة. مصدر الملف: سترونج 2004.

لعل إحدى الطرق الأولى لإنتاج هياكل الدنا النانوية تمثلت في تصنيعها من الوحدات المنفصلة الأصغر حجماً. ولتلك الطريقة ميزة كونها قادرةً على فصل التفاعلات الأقوى إدراكياً والتي تشكل كل بنيةٍ من تجمع الهيكل الكامل الأكبر حجماً. حيث أنها غالباً ما تُستخدم لإنتاج الشبكات الدورية، إلا أنه يمكن استخدامها كذلك لتحقيق التجمع الذاتي الحسابي (بالإنجليزية:  algorithmic self-assembly)‏، مما يجعلها رصيفاً واحداً لحوسبة الدنا.
هذا بالإضافة إلى أنه يمكن تزويد وتجهيز جزيئات دي إكس أو ثنائية التقاطع بالنهايات اللزجة (بالإنجليزية:  sticky end)‏ بهدف دمجها ضمن الشبكة الدورية ثنائية الأبعاد. وهنا يكون لكل جزيء دي إكس أربعة أطرافٍ، واحد في كل نهايةٍ من النطاقين الحلزونيين المزدوجين الإثنين، وأن هذه يمكن تزويدها بنهاياتٍ لزجةٍ والتي تبرمجها ليتم دمجها ضمن نموذجٍ معينٍ. وهنا نلاحظ وجود أكثر من نمطٍ واحدٍ للجزيئات ثنائية التقاطع (دي إكس) يمكن استخدامها والتي يمكن إنتاجها ليتم ترتيبها في صفوفٍ أو أي نموذج فسيفساءٍ آخرٍ. ومن ثم فهي تشكل صفائحاً مسطحةً ممتدةً والتي هي عبارةٌ عن بلوراتٍ دنويةٍ ثنائية الأبعاد بصورةٍ أساسيةٍ. 
كما تم تشكيل المصفوفات ثنائية الأبعاد من المحفزات الأخرى كذلك، والتي منها مصفوفة تقاطع هوليداي معينة الأضلاع (بالإنجليزية:  Holliday junction rhombus array)‏، وكذلك باقي المصفوفات ثنائية التقاطع (دي إكس) الأخرى العديدة والمتنوعة في أشكال المثلثات ومسدسات الأضلاع. 
ونلاحظ أن إنتاج الشبكات ثلاثية الأبعاد المصنعة من (الدنا) كان أولى الأهداف الخاصة بتقانة الدنا الحيوية، إلا أنه أثبت أنه واحداً من أصعب الأهداف ليتم تحقيقه. إلا أنه أفادت التقارير عام 2009 أنه تم النجاح في محاولات إنتاج شبكات الدنا ثلاثية الأبعاد، من خلال استخدام محفز قائم على فكرة الانشدادية (بالإنجليزية:  tensegrity)‏، المتمثلة في التوازن القائم بين قوى التوتر والضغط. 

### الأنابيب النانوية
بالإضافة إلى الصفائح المسطحة، تم إنتاج الشبكات ثنائية التقاطع (دي إكس) لتشكيل أنابيبٍ نانويةٍ جوفاء يتراوح قطرها من 4 إلى 20 نانومتراً. وهنا نلاحظ أن أنابيب الدنا النانوية تلك شبيهةٌ إلى حدٍ ما في أحجامها بالأنابيب النانوية الكربونية، إلا أن الأنابيب النانوية الكربونية عبارةٌ عن موصلاتٍ أقوى وأفضل للحرارة، في حين أنابيب الدنا النانوية هي أكثر قابليةٍ للتعديل بسهولةٍ وارتباطاً بالهياكل الأخرى. 

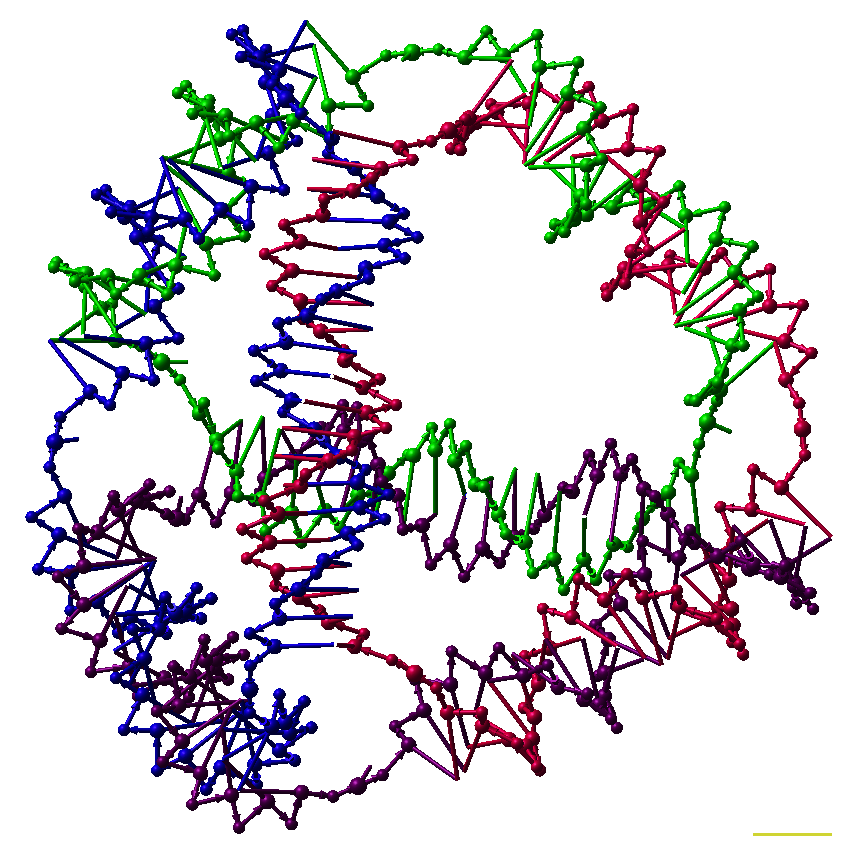
نموذج لرباعي أسطح الدنا كما تم وصفه في جودمان 2005. فكل حافةٍ من الشكل رباعي الأسطح هي عبارةٌ عن 20 زوجاً قاعدياً من الدنا الزوجي، وأن كل رأسٍ هي عبارة عن تقاطع ثلاثي الأذرع.

### متعددة الأوجه
تم إنتاج عدداً من جزيئات الدنا ثلاثية الأبعاد والتي تتسم بالقدرة على الارتباط بمتعدد الأسطح والتي منها على سبيل المثال ثماني السطوح أو المكعب. وبصيغةٍ أخرى، فإن ثنائيات الدنا تتبع حواف متعددات الأسطح ذات تقاطع الدنا في كل رأسٍ له.
فقد تضمنت التوضيحات الأولى لمتعدد أسطح الدنا كلاً من روابط الدنا (بالإنجليزية:  DNA ligase)‏ المتعددة وخطوات تصنيع المرحلة الصلبة (بالإنجليزية:  solid-phase synthesis)‏ بهدف إنتاج متعدد السطوح.  إلا أن الأعمال الحديثة أسفرت عن إنتاج متعدداً للأسطح والذي يتسم تصنيعه بالسهولة. وهذا يتضمن ثماني سطوح الدنا المصنوع من ضفيرةٍ فرديةٍ طويلةٍ مصممة لتنطوي داخل التعديل الصحيح، بالإضافة إلى رباعي السطوح الذي يمكن إنتاجه من أربعة ضفائرٍ للدنا في خطوةٍ واحدةٍ. 

### أشكال تعسفية
بالإضافة إلى ما سبق ذكره، تم تصنيع كذلك هياكل دنا ذات أوجهٍ صلدةٍ، بواسطة استخدام طريقة أوريغامي الدنا (بالإنجليزية:  DNA origami)‏. حيث يمكن برمجة مثل تلك الهياكل لتفتح وتُطْلِقُ حمولتها استجابةً لمثيرٍ أو تحفيزٍ معينٍ، مما يجعلها مفيدةً كأقفاصٍ جزيئيةٍ (بالإنجليزية:  Molecular encapsulation)‏ مبَرْمَجةٍ. 

## هياكل الحمض النووي النانوية الوظيفية
تركز تقانة الدنا النانوية على إنتاج جزيئاتٍ ذات وظيفيةٍ مصممةٍ وهياكلٍ كذلك. حيث تم استعراض وتوضيح العديد من تصنيفات الأنظمة الوظيفية.

### عمارة نانوية
كان أول من اقترح فكرة استخدام مصفوفات الدنا لقولبة تجمع الجزيئات الوظيفية الأخرى هو نادرين سيمان في عام 1987،  إلا أنه تم تحقيق التقدم مؤخراً فقط في تقليل أنواع تلك المشاريع للمارسة. ففي عام 2006، قام الباحثون بربط جسيمات الذهب النانوية (بالإنجليزية:  Gold nanoparticle)‏ تساهمياً بالبلاطة ثنائة التقاطع للدنا (بالإنجليزية:  DX-based tile)‏ وأظهروا أن التجمع الذاتي لهياكل الدنا قامت كذلك بتجميع الجزيئات النانوية التي تم إضافتها لهم. كما ظهر مشروع استضافة غير تساهمية في عام 2007، بواسطة استخدام متعددات أميد بيتر ديرفان (بالإنجليزية:  Peter B. Dervan)‏ على مصفوفة ثنائية التقاطع لترتيب بروتينات الاستريبتافيدين (بالإنجليزية:  Streptavidin)‏ على أنواعٍ خاصةٍ من البلاطات على مصفوفة الدنا. 
هذا في عام 2006، قام كلٌ من دوير ولابين باستعراض الأحرف "D" "N" و"A" المنتجة على مصفوفة 4x4 ثنائية التقاطع (دي إكس) بواسطة استخدام بروتين الاستريبتافيدين.  بينما تم استعراض في عام 2007 تجمعٍ هرميٍ قائمٍ على هذا المُدْخَل والذي يوضح المقاييس للمصفوفات الأكبر حجماً (8x8 و8.96 MD). 
كما ظهر اهتمام في استخدام تقانة الدنا النانوية لتجميع الأجهزة الإلكترونيات الجزيئية. ووصلاً لتلك الغاية، تم استخدام حمض الدنا النووي لتجميع الأنابيب النانوية الكربونينة أحادية الجدار ضمن مقاحل التأثير الحقلي. 

### التجمع الذاتي الحسابي
انظر أيضاً: حوسبة الدنا

مثلث سيربنسكي.

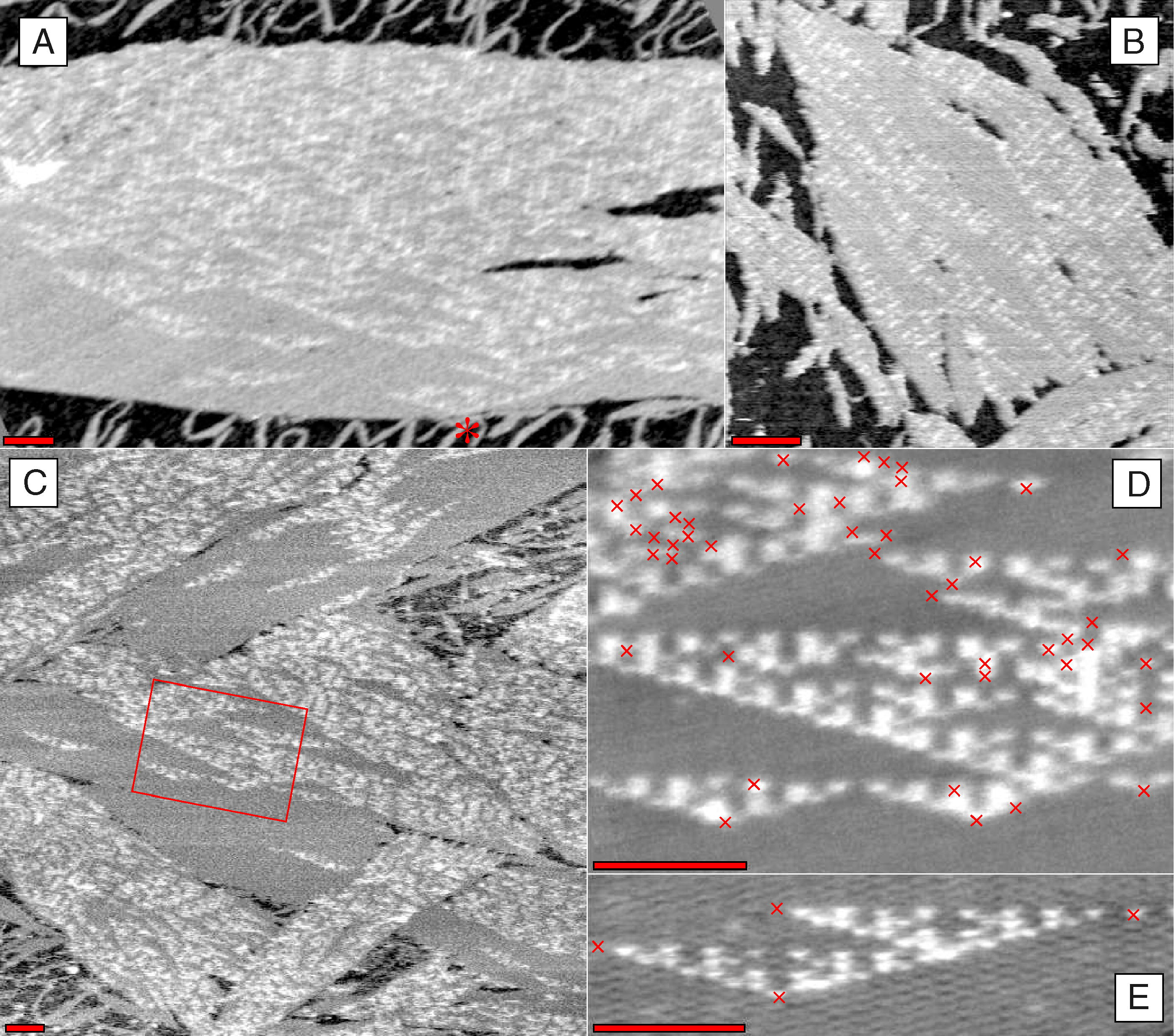
مصفوفات الدنا التي تُظْهِرُ تقديماً لمثلث سيربنسكي على أسطحها. اضغط على الصورة لمزيدٍ من التفاصيل. مصدر الملف: روزموند وآخرون: 2004.

تم تطبيق تقانة الدنا الجزيئية في المجال المرتبط بها الخاص بحوسبة الدنا. حيث أنه قد يكون للبلاطات الدنوية ثنائية التقاطع (دي إكس) تسلسلات نهاياتها اللزجة المختارة ومن ثم فهي تسلك على أنها بلاطات وانج (بالإنجليزية:  Wang tiles)‏، مما يسمح لهم بأداء الحسابات. كما تم استعراض المصفوفة ثنائية التقاطع (دي إكس) والتي يرمز لتجمعها بعملية الفصل الحصري (بالإنجليزية:  Exclusive or)‏ أو (XOR)؛ مما يسمح لمصفوفة الدنا بتنفيذ الخلايا ذاتية السلوك والتي تولِّد كسيريات يُطلق عليها اسم مثلث سيربنسكي. وهذا يوضح أن الحساب يمكن دمجه ضمن تجمعٍ من مصفوفات الدنا، مما يزيد مجال فيما وراء المصفوفات المتكررة البسيطة.
ولنلاحظ أن حوسبة الدنا تتداخل مع، ولكن ليست منفصلة عن، تقانة الدنا النانوية. حيث تستخدم الثانية خصوصية زوج واتسون- كريك القاعدي لإنتاج هياكلٍ جديدةٍ من الدنا. ويمكن استخدام هذه الهياكل المنتجة في مجال حوسبة الدنا، إلاأنها ليست ملزمة ليتم استخدامها لهذا الغرض. هذا بالإضافة إلى أن حوسبة الدنا يمكن إجراؤها بدون استخدام أنماط الجزيئات المنتجة بواسطة استخدام تقانة الدنا النانوية. 

### أجهزة الدنا النانوميكانيكية
تم إنتاج مركبات الدنا التي تغير واجهتها بناءً على بعض المثيرات. حيث يتمثل الغرض من تصنيعها في أن يكون لها تطبيقاتٍ في مجال روبوات النانو. حيث أُطلق على واحداً من أوائل تلك الأجهزة: «ملاقيط جزيئية»، والذي يقوم بالتغير من الوضع المفتوح إلى الوضع المغلق بناءً على وجود ضفائر التحكم. 
كما تم تصنيع آلات الدنا لتظهر حركةً لفافةً ملتويةً. كما أن أحد تلك الأجهزة يستفيد كذلك من الانتقال بين أشكال B-DNA (بالإنجليزية:  Nucleic acid double helix)‏ ودنا ز بهدف الاستجابة للتغير في شروط الصد.  في حين تعتمد إحداها الأخرى على وجود ضفائر ضبطٍ للتحول من تشكيل تقاطع محاذاةٍ (PX) (بالإنجليزية:  Paranemic crossover)‏ إلى تشكيل تقاطعٍ مزدوجٍ (JX2). 

## المواد والطرق المستخدمة
تتوفر بالفعل سلاسل الدنا التقليدية عبر عملية تصنيع قليل النوكليوتيد (بالإنجليزية:  oligonucleotide synthesis)‏. حيث غالباً ما تدار تلك العملية بواسطة استخدام آلة تصنيع الدنا، كما أن الدنا التقليدي أصبح متاحاً للتبادل التجاري لدى العديد من البائعين.
كما أن سلاسل ضفائر الدنا الفردية والتي تنتج الهياكل المستهدفة يتم تصميمها حوسبياً. هذا وتُستَخْدَم النموجة الجزيئية (Molecular modeling) والنمذجة الحرارية الديناميكية في بعض الأحيان كذلك لتحسين سلاسل الحمض النووي إلأى أحسن الأوضاع المرغوبة.
وتتسم جزيئات الدنا التي تم إنتاجها بواسطة استخدام تقانة الدنا الجزيئية غلباً بسمة الفصل الكهربائي للهلام، والتي توفر معلوماتٍ حول حجم وشكل جزيئات الدنا، مما يشير إلى ما إذا كان قد تم إنتاجها بصورةٍ ملائمةٍ كما هو مرغوبٍ أم لا. وكذلك يمكن استخدام كلٍ من الوسم الفلوري (Fluorescent labeling) ونقل طاقة رنين فوستر (Förster resonance energy transfer) بهدف تشخيص بنية الجزيئات.
هذا ويمكن تصوير هياكل الدنا مباشرةً بواسطة استخدام مجهر الطاقة الذرية، والذي يقوم بتصوير الهياكل المتواجدة على سطحٍ مسطحٍ مستوٍ. ونلاحظ أن تلك الطريقة تناسب الهياكل ثنائية الأبعاد بصورةٍ جيدةٍ، إلا أنها أقل فائدةٍ في حالة الهياكل ثلاثية الأبعاد المتفردة. حيث يصبح المجهر الإلكتروني النافذ (Transmission electron microscopy) والمجهر الإلكتروني شديد التبريد (cryo-electron microscopy) سبلاً ضروريةً هنا. ويتم تحليل المشابك ثلاثية الأبعاد الممتدة بواسطة استخدام دراسة البلورات بالأشعة السينية. في حين يمكن دراسة حركية تجمع الدنا الذاتي بواسطة تقنيات وأساليب الوقت الحقيقي والتي منها مثلاً التداخل ثنائي الاستقطاب (بالإنجليزية:  Dual polarization interferometry)‏ وQCMD.

## التأريخ

لوحة القطع الخشبي (ديبث) العمق لإيشر، الملهمة لنادرين سيمان للتفكير والاعتبار في استخدام مشابك الدنا ثلاثية الأبعاد لتوجيه الجزيئات صعبة التبلور، مما يؤدي إلى نقطة البداية مجال عمل تقانة الدنا النانوية.

كان أول من ابتكر فكرة تقانة الدنا الحيوية هو نادرين سيمان في أوائل الثمانينات من القرن العشرين.  حيث اهتم سيمان مبدئياً باستخدام ملقاط الدنا ثلاثي الأبعاد لتوجيه الجزيئات المستهدفة، والتي ستتحدد دراستها البلورية من خلال التخلص من العملية الصعبة الخاصة بالحصول على بلوراتٍ نقيةٍ. وأفادت التقارير أن تلك الفكرة كانت قد واتته في خريف 1980، بعد إدراكه التشابه فيما بين لوحة القطع الخشبي (ديبث) أو العمق لإيشر ومصفوفة تقاطعات الدنا سداسية الأذرع.  ولتحقيق تلك الغاية، نشر معمل سيمان في عام 1991 عملية تصنيع مكعبٍ مصنوعٍ من الدنا، والذي يعتبر أول كائنٍ نانوي المقياس ثلاثي الأبعاد، والذي على أثره حصل سيمان على جائزة فينمان في مجال القتانة النانوية (Foresight Nanotech Institute Feynman Prize)، والذي كان قد تبعه تصنيع مجسم الدنا الثماني المبتور (truncated octahedron). على الرغم من ذلك، فقد أصبح من الواضح لاحقاً أن هذه الجزيئات، الأشكال متعددة الأضلاع ذات التقاطعات المرنة كنقاطها الهندسية، لم تكن صلبةً بصورةٍ كافيةٍ لتشكيل الملاقيط ثلاثية الأبعاد الممتدة.
في حين طور سيمان حافز (بالإنجليزية:  Structural motif)‏ التقاطع المزدوج الصلب، بالإضافة إلى أنه، وبالتعاون مع إيريك وينفري (Erik Winfree)، نشر عام 1998 إنتاج الملاقيط ثنائية الأبعاد من البلاطات مزدوجة التقاطع (DX). حيث تتسم تلك الهياكل القائمة على استخدام البلاطات بأنها توفر القدرة على تطبيق وتنفيذ استخدام حوسبة الدنا، والتي أوضحها وينفري وبول روزاموند في عام 2004، والتي بفضلها اقتسما معاً جائزة فينمان للتقانة النانوية في عام 2006.
ومع مرور الزمن، يستمر مجال تقانة الدنا النانوية في التشعب أكثر وأكثر. فأول آلةٍ دنا نانويةٍ - الحافز الذي يغير بنيته استجابةً لمدخلٍ ما - ظهرت عام 1999. كما كان سيمان أول من اقترح مجال العمارة النانوية في عام 1987، والتي بدأت في الظهور عام 2006. هذا وكان روزاموند أول من استعرض أسلوب أوريغامي الدنا في عام 2006 لتسهيل إنتاج جزيئات الدنا المطوية الملتفة لأي شكل. أما في عام 2009، نشر سيمان تصنيع ملقاطٍ ثلاثي الأبعاد، بعد مرور ما يقرب من 30 عاماً من استعداده للقيام بذلك.

## وصلات خارجية
- Chengde Mao page at جامعة بيردو
- John Reif lab at جامعة ديوك
- Nadrian Seeman lab at جامعة نيويورك
- William M. Shih lab at مدرسة طب هارفارد [وصلة مكسورة]
- Andrew Turberfield lab at جامعة أوكسفورد
- Erik Winfree lab at معهد كاليفورنيا للتقنية
- Hao Yan lab at جامعة ولاية أريزونا
- Bernard Yurke page at مختبرات بل
- Software for DNA modeling - Ascalaph DNA
- Software for Structural DNA Nanotechnology (SDN) design - GIDEON
- International Society for Nanoscale Science, Computation and Engineering

## قراءات إضافية
تتبع قائمة المقالات والكتب التي تستطيع توفير مزيداً من المعلومات للقارئ في مجال تقانة الدنا النانوية:
- Seeman، Nadrian C. (يونيو 2004). "التقانة النانوية والحلزون المزدوج". ساينتفك أمريكان. ج. 290 ع. 6: 64–75. DOI:10.1038/scientificamerican0604-64. PMID:15195395. مؤرشف من الأصل في 2013-11-10.—مقالة كتبها مؤسس المجال للعاملين العاديين.
- Pelesko، John A. (2007). "Chapter 8: DNA Self-Assembly". التجمع الذاتي: علم تجمع الأشياء مع بعضها الآخر. New York: Chapman & Hall/CRC. ISBN:978 1 58488 687 7.—استعراض للنتائج الحقلية من منظور التجمع الذاتي.
- Seeman، Nadrian C. (1 November-1999). "هندسة الدنا وتطبيقاتها في مجال التقانة النانوية". Trends in Biotechnology. ج. 17 ع. 11: 437–443. DOI:10.1016/S0167-7799(99)01360-8. ISSN:0167-7799. {{استشهاد بدورية محكمة}}: تحقق من التاريخ في: |تاريخ= (مساعدة)—مقالة أقدم تحتوي على وصف جيد للافعية القائمة وراء تقانة الدنا.
- Seeman، Nadrian C. (2007). "استعراض لتقانة الدنا النانوية البنائية". Molecular Biotechnology. ج. 37 ع. 3: 246–57. DOI:10.1007/s12033-007-0059-4. PMID:17952671.—مقالة أكثر حداثة.
- Feldkamp، Udo؛ Niemeyer، Christof M. (2006). "التصميم النسبي لعمارة الدنا النانوية". Angewandte Chemie International Edition. ج. 45 ع. 12: 1856–76. DOI:10.1002/anie.200502358. PMID:16470892.&mdashمقال جيد من وجهة نظر تصميم الهياكل الثانوية.
- Lin، Chenxiang؛ Liu، Yan؛ Rinker، Sherri؛ Yan، Hao (2006). "التجمع الذاتي القائم على بلاطة الدنا: بناء هياكل معمارية نانوية معقدة". ChemPhysChem. ج. 7 ع. 8: 1641–7. DOI:10.1002/cphc.200600260. PMID:16832805.—مقال مصغر يدور أساساً على التركيز على التجمع القائم على التبلط.
- Chen، Junghuei؛ Jonoska، Natasha؛ Rozenberg، Grzegorz، المحررون (2006). تقانة الصغائر: العلم والحوسبة. Natural سلسلة الحوسبة. New York: Springer. ISBN:978 3 540 30295 7.—كتاب يشتمل على مقالاتٍ للعديد من الباحثين في مجال تقانة الدنا النانوية وحوسبة الدنا.